# Рейд на Эз-Завию
Рейд на Эз-Зави́ю — нападение ливийских повстанцев на армейские подразделения и ополченцев, верных Муаммару Каддафи во время гражданской войны в Ливии в городе Эз-Завия.
В феврале-марте 2011 года город уже был ареной крупного сражения, в котором восставшие потерпели поражение от сил Каддафи.

## Ход событий
Новые столкновения начались в городе в начале июня в связи с волнениями против Каддафи. 11 июня пресс-секретарь повстанческого Национального переходного совета заявил, что бойцы оппозиции взяли под свой контроль большую территорию на западной стороне города. Позже в тот же день, Reuters подтвердил, что прибрежная дорога была закрыта и пустынна, за исключением большого количества солдат, полиции и вооруженных мужчин в гражданской одежде. Местные жители также подтвердили, что бои между лоялистами и мятежниками началась утром и описали их как «тяжелые».
По словам представителя повстанцев в городе 30 повстанцев были убиты и 20 ранены за два дня боев. Повстанцы сумели взять под свой контроль западную часть города, но лоялисты удерживали под контролем центра города и восточную часть. Кроме того, появились сообщения, что лояльные силы получали подкрепления.
Гума-эль-Гамати, представитель Национального переходного совета в Великобритании заявил, что повстанцы в Зз-Завии состоят из повстанцев, обученных горах Нафуса. Муса Ибрагим пресс-секретарь ливийского правительства, заявил, что повстанцев только от 20 до 25 человек, которые тайно проникли в город и были окружения, и что они не представляют угрозы для властей.
К вечеру 12 июня, пресс-секретарь правительства сообщил, что повстанцы потерпели поражение в Зз-Завии после нескольких часов боя. Группа иностранных журналистов поехала из Триполи в Зз-Завию для подтверждения победы лоялистов. Журналисты увидели свободные улицы и подтвердили, что зелёный флаг Каддафи развивается над главной площадью, где несколькими часами ранее по заявлениям повстанцы они были окружены сторонниками Каддафи, и подвергаются нападениями с трех сторон. Правительство заявило, что оппозиционные силы были вытеснены из города, и попали в окружение на окраине Зз-Завии. Это было частично подтверждено журналистами, слышавшими несколько выстрелов к западу от центра города, откуда повстанцы совершили нападение, и повстанцами в городе, сообщивших о том, что боевые действия ещё продолжаются.
Повстанцы утверждали, что во время боя, высокопоставленный командир лоялистов эль-Хоувилди эль-Ахмейди был тяжело ранен в результате воздушного удара НАТО, когда он направлялся в Эз-Завию.
13 июня местный житель, который был в контакте с повстанцами сообщил журналистам о ситуации, о том, что бои прекратились, и шоссе, проходящие через город к тунисской границе было вновь открыто. Иностранные журналисты совершили поездку вдоль шоссе, подтвердили, что автомобили не перенаправляются больше вокруг Эз-Завии, как это было сделано в начале боевых действий.